# Haus Langenstraße 11
Das Haus Langenstraße 11 (Buchhandlung Storm) befindet sich in Bremen, Stadtteil Mitte, Langenstraße 11 neben der Stadtwaage. Es entstand 1955.
Das Gebäude steht seit 1973 als Bestandteile der Denkmalgruppe Langenstraße unter Bremer Denkmalschutz.

## Geschichte
Das viergeschossige, verklinkerte Giebelhaus mit einem Satteldach wurde um 1955 als Nachkriegsbau im konservativen Stil der 1950er Jahre als Geschäftshaus gebaut. 
Die Buchhandlung Storm wurde 1897 als eine der ältesten Buchhandlungen in Bremen in der Hutfilterstraße von Johannes Storm als Kunst- und Buchhandlung gegründet. Sie zog dann zum Domshof um und brannte 1944 ab. Sie ist Ort für viele Veranstaltungen und Autorenlesungen.
Im Jahr 2018 wurde das Haus durch die Buchhandlung, durch die BLB Immobilien GmbH und durch andere Büros genutzt.
Die Gebäude Langenstraße 11/Buchhandlung Storm, Bank für Handel und Gewerbe, Haus Langenstraße 16, Bankhaus Martens und Weyhausen/Essighaus, Stadtwaage mit Wappen, Reliefs und Brunnen  sowie das Kontorhaus am Markt bilden das denkmalgeschützte Ensemble an der Langenstraße (Nr. 2 bis 16, 18, 25).